# 韓国鉄道6300形ディーゼル機関車
韓国鉄道6300形ディーゼル機関車は、かつて韓国鉄道庁が所有していた、エレクトロ・モーティブ・ディーゼル（EMD）製の電気式ディーゼル機関車である。導入当初は7000形という形式名だった。

## 概要・運用
1969年2月10日に登場した、ソウル駅 - 釜山駅間を結ぶ空調装置搭載の優等列車・観光号（관광호）が同年6月10日から本格的な営業運転を開始するにあたり導入された旅客用ディーゼル機関車。従来導入されていたアメリカ製のディーゼル機関車と比べ車体寸法が小型化した事により運転整備重量が減少し、軸重も16.5tとなり導入時に韓国鉄道庁が所有していたディーゼル機関車の中で最も軽い数値を記録した。また最高速度150km/hの高速運転を実現させるため出力は2,000馬力と従来の車両から向上し、登場時の減速比も2.85（57:20）と高速運転に適した構造となった。その一方で蒸気発生装置は搭載されず、燃料搭載量も半減した。
7000形の導入により観光号の所要時間はそれまでの5時間45分から4時間50分へ大幅に短縮し、1974年にセマウル号と改称して以降も韓国の重要幹線である京釜線の主力として活躍した。また、1970年代まで一部車両のショートノーズ側に0系新幹線に類似した流線型のカバーが被せられていた。一部車両はしかし1977年以降より強力な3,000馬力の旅客用機関車である7100形や7300形の導入が始まった事で第一線から退き、更に1986年11月に登場したセマウル号牽引用ディーゼル機関車の形式名が7000形と同一になった事で、それに先立つ4月1日に形式名を6300形に改めた。また減速比についても後年に4.13（62:15）に改められた。
1997年初頭の時点で2両が残存し、京元本線のピドゥルギ号牽引などに使用されたが、9501系気動車導入により同年6月16日をもって引退、その後廃車された。

## 同型車両
製造メーカーのEMDにおける形式名はG26CWであり、7000形（→6300形）以外にもイスラエル、エジプトなど各国の鉄道に導入されている。

## 参考資料
- 中田廣、山田俊英『韓国の鉄道 100周年を迎える隣国の鉄道大百科』JTB、1997年12月。ISBN 4-533-02943-4。

- 철도차량기술검정단 한국철도차량 100년사 편찬위원회 편찬 (1999-8). 한국철도차량100년사. 철도차량기술검정단